# Salústio (filósofo)
Salústio (em grego clássico: Σαλούστιος; em latim: Sallustius) foi um escritor do século IV, amigo do imperador Juliano (r. 361–363).

## Biografia

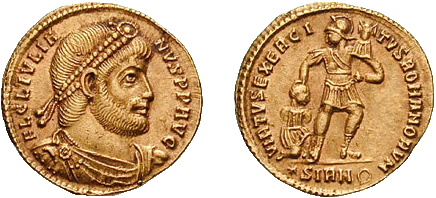
Soldo de r.

Salústio escreveu um tratado Sobre os Deuses do Cosmo, uma espécie de catecismo helenista do século IV. Seu tratado deve muito ao de Jâmblico, que sintetizou o platonismo, o pitagorismo, a Teurgia e também os próprios escritos filosóficos de Juliano. O tratado é bastante conciso e geralmente livre da teorização metafísica longa de textos neoplatônicos mais detalhados. Seu objetivo era, em parte, "aparar as investidas polêmicas cristãs em face o Cristianismo crescente".
A identidade exata de Salústio é uma questão incerta. Por alguns, é identificado com Salústio (nativo da Hispânia, prefeito pretoriano da Gália a partir de 361 até 363 e cônsul em 363), por outros com Salúcio (morto após 367, nativo da Gália e prefeito pretoriano do Oriente em 361).